# Fruktoza 5-dehidrogenaza (NADP+)
Fruktoza 5-dehidrogenaza (+) (EC 1.1.1.124, 5-ketofruktozna reduktaza (+), 5-keto-D-fruktozna reduktaza (+), fruktoza 5-(nikotinamid adenin dinukleotid fosfat) dehidrogenaza, D-(-)fruktoza:(NADP+) 5-oksidoreduktaza) je enzim sa sistematskim imenom D-fruktoza:+ 5-oksidoreduktaza. Ovaj enzim katalizuje sledeću hemijsku reakciju
-fruktoza + + {\displaystyle \rightleftharpoons } 5-dehidro-D-fruktoza + +

## Literatura
- Nicholas C. Price; Lewis Stevens (1999). Fundamentals of Enzymology: The Cell and Molecular Biology of Catalytic Proteins (Third изд.). USA: Oxford University Press. ISBN 019850229X.
- Eric J. Toone (2006). Advances in Enzymology and Related Areas of Molecular Biology, Protein Evolution (Volume 75 изд.). Wiley-Interscience. ISBN 0471205036.
- Branden C; Tooze J. Introduction to Protein Structure. New York, NY: Garland Publishing. ISBN 0-8153-2305-0.
- Irwin H. Segel. Enzyme Kinetics: Behavior and Analysis of Rapid Equilibrium and Steady-State Enzyme Systems (Book 44 изд.). Wiley Classics Library. ISBN 0471303097.

## Spoljašnje veze
- Fructose+5-dehydrogenase+(NADP+) на 